# Bernard Harris
Bernard Anthony Harris Jr. (Temple, 26 de junho de 1956) é um astronauta norte-americano.
Harris fez o curso secundário em San Antonio, Texas, onde esteve sempre envolvido em feiras de ciências, clubes do livro e outras atividades escolares. Formou-se em biologia pela Universidade de Houston em 1978 e como médico na Escola de Medicina da Universidade de Tecnologia do Texas em 1982, completando a residência médica em 1985.
Com treinamento como cirurgião de voo, foi trabalhar no Centro Espacial Lyndon B. Johnson nesta atividade e como analista clínico.
Harris foi selecionado para o curso de astronautas em 1990, qualificando-se como especialista de missão em julho de 1991. Foi ao espaço pela primeira vez em abril de 1993 na STS-55 Columbia, missão transportando o Spacelab, onde ele fez diversas experiências médicas e biológicas por dez dias.
Sua segunda missão, como chefe de carga foi na STS-63 Discovery, em fevereiro de 1995, foi a primeira missão do programa Shuttle-Mir, entre russos e norte-americanos e na qual ele foi o primeiro negro a realizar uma caminhada espacial.
Após deixar a NASA, em 1996, ele continuou a fazer pesquisas e fundou uma instituição não-lucrativa, dedicada a iniciativas de comunidades em apoio à educação e à saúde. Esta fundação dá apoio a pobres e minorias, procurando-lhes emprego onde possam ter seu potencial reconhecido.